# فوش
فوش (بالإنجليزية: Phosh، وهو لفظ منحوت لكلمتي phone وshell) هي واجهة مستخدم رسومية مخصصة للأجهزة المحمولة والمعتمدة على اللمس من تطوير بيورزم. تعتمد الواجهة بشكل رئيسي على جنوم، وهي واجهة الأوامر الأساسية لعدة توزيعات لينكس مثل بيور أو إس، وفيدورا فوش، وموبيان. تتوفر الواجهة بشكل اختياري كذلك لتوزيعات بوست ماركت، ومانجارو، وأوبن سوزي.